# Charles Daniélou
Charles Daniélou, född 13 juli 1878, död 30 december 1953, var en fransk politiker, journalist och författare.
Daniélou var under en tid direktör för den franska propagandan i utlandet. Han blev deputerad 1910 och var därefter understatssekreterare i utrikesdepartementet i Aristide Briands ministär 1921, och understatssekreterare för handelsflottan i Paul Painlevés bägge regeringar april och oktober 1925, samt senare i Briands i november samma år. Några månader var han understatssekreterare för konseljpresidenten och minister för handelsflottan i Camille Chautemps regering 21 februari-2 mars 1930, samt i Théodore Steegs regering december 1930. Han var även ordförande i radikala vänsterns grupp i kammaren.